# William Thurston
William Paul Thurston (30 de octubre de 1946 - 21 de agosto de 2012) fue un matemático y profesor estadounidense.
Fue un pionero en el campo de la topología geométrica. En 1982 la Unión Matemática Internacional le concedió la Medalla Fields por la profundidad y originalidad de sus contribuciones a la matemática.
Se doctoró en la Universidad de California, Berkeley, en 1972. Consiguió su doctorado con una disertación titulada Foliations of Three Manifolds which are Circle Bundles. En 1974 se convierte en profesor de la Universidad de Princeton. También ha sido profesor en Berkeley, Universidad de California en Davis y en la Universidad de Cornell.
Recibió la Medalla Fields en 1982, el Premio Oswald Veblen en Geometría en 1976. También el Premio Leroy Steele en 2012, por sus contribuciones a la investigación en el campo de las matemáticas.